# Zhuanxu
Zhuanxu (chinois traditionnel : 顓頊 ; chinois simplifié : 颛顼 ; pinyin : Zhuānxū ; EFEO : Tchouan-siu) ou Gaoyang (chinois traditionnel : 高陽 ; chinois simplifié : 高阳 ; pinyin : Gāoyáng ; EFEO : Kao-yang), né en 2597 av. J.-C. et mort en 2435 av. J.-C., est un des souverains mythiques de l’Antiquité chinoise, le deuxième des Cinq empereurs selon le Shiji de Sima Qian. C'est le fils ou le petit-fils de Changyi (chinois traditionnel : 昌義 ; chinois simplifié : 昌义 ; pinyin : Chāngyì ; EFEO : Tch'ang-yi), lui-même fils de « l’Empereur jaune » Huangdi ; sa mère venait du clan Shushan (chinois : 蜀山 ; pinyin : Shǔshān ; EFEO : Chou-chan). 
Il aurait entamé son règne en -2514, installant sa capitale à Diqiu (chinois : 帝邱 ; pinyin : Dìqiū ; EFEO : Ti-ts'ieou), au sud-est de l'actuelle Puyang, dans le Henan. Il aurait été assisté de deux ministres principaux, les « régulateurs » (chinois : 正 ; pinyin : zhèng ; EFEO : tcheng), celui du Sud (chinois : 南正 ; pinyin : nánzhèng ; EFEO : nan-tcheng) s’occupant des affaires religieuses et celui du Nord (chinois : 北正 ; pinyin : běizhèng ; EFEO : pei-tcheng) de la vie civile. Il aurait interdit à la tribu des Jiuli (chinois : 九黎 ; pinyin : Jiǔlí ; EFEO : Tsieou-li) la pratique de la sorcellerie. Selon d’autres sources, il aurait vaincu Gonggong. Il gouverna soixante-dix-huit années et mourut âgé de quatre-vingt-dix huit ans.
Si l’on en croit le Lisao de Qu Yuan, les rois de Chu, et donc Qu Yuan lui-même qui leur était apparenté, prétendaient descendre de lui. Les trois fils qu'il a eus de ses neuf épouses se seraient transformés à leur mort en démons colportant chacun une maladie épidémique.

## Généalogie
Selon le  Livre des monts et des mers
| Huangdi  |         |          |         |         |         |  |  |       |       |       |       |       |       |  |  |  |  |  |  |  |  |  |  |
|          |         |          |         |         |         |  |  |       |       |       |       |       |       |  |  |  |  |  |  |  |  |  |  |
| Chang Yi |         |          |         |         |         |  |  |       |       |       |       |       |       |  |  |  |  |  |  |  |  |  |  |
|          |         |          |         |         |         |  |  |       |       |       |       |       |       |  |  |  |  |  |  |  |  |  |  |
| Han Liu  | Han Liu | Han Liu  | Han Liu | Han Liu | Han Liu |  |  | Ah Nu | Ah Nu | Ah Nu | Ah Nu | Ah Nu | Ah Nu |  |  |  |  |  |  |  |  |  |  |
| Han Liu  | Han Liu | Han Liu  | Han Liu | Han Liu | Han Liu |  |  | Ah Nu | Ah Nu | Ah Nu | Ah Nu | Ah Nu | Ah Nu |  |  |  |  |  |  |  |  |  |  |
|          |         |          |         |         |         |  |  |       |       |       |       |       |       |  |  |  |  |  |  |  |  |  |  |
|          |         | Zhuanxu  |         |         |         |  |  |       |       |       |       |       |       |  |  |  |  |  |  |  |  |  |  |
|          |         |          |         |         |         |  |  |       |       |       |       |       |       |  |  |  |  |  |  |  |  |  |  |
|          |         | Lao Tang |         |         |         |  |  |       |       |       |       |       |       |  |  |  |  |  |  |  |  |  |  |